# 慕尼黑-莱姆车站
萊姆站（Laim）是一座慕尼黑快铁快铁1-4号线和6、8号线位于诺伊豪森-宁芬堡的一座车站，毗邻萊姆。